# Balfour Castle

Balfour Castle

Balfour Castle ist ein Herrenhaus auf der schottischen Orkneyinsel Shapinsay. 1971 wurde das Bauwerk in die schottischen Denkmallisten zunächst in der Kategorie B aufgenommen. Die Hochstufung in die höchste Kategorie A erfolgte 1995. 2003 wurde die Anlage in das Inventory of Gardens and Designed Landscapes in Scotland aufgenommen.

## Geschichte
Im 17. Jahrhundert erwarben die Buchanans die Ländereien auf Shapinsay und veräußerten sie im 17. Jahrhundert an die Feas of Clestrain von Stronsay. Das Anwesen wurde dann an die Laings of Papdale und schließlich im Jahre 1770 an die Balfours of Trenabie von Westray verkauft. Die ersten Balfours auf Shapinsay pflanzten die Wälder in der Umgebung des späteren Balfour Castle, die heute das größte zusammenhängende Waldgebiet der Orkneyinseln bilden. David Balfour, 4. Laird of Balfour ließ Balfour Castle zwischen 1846 und 1859 erbauen. Als Architekten engagierte er mit David Bryce einen bedeutenden Architekten seiner Zeit. Auf dem Anwesen existierten zwei Vorgängerbauten. Das aus dem 17. Jahrhundert stammende House of Sound, das hannoveranische Truppen 1746 niederbrannten, und das Cliffdale House, das teilweise in Balfour Castle integriert wurde. Zwischenzeitlich beherbergte das ehemalige Herrenhaus einen Hotelbetrieb, ist aber mittlerweile wieder in Privatbesitz und nicht öffentlich zugänglich.

## Beschreibung
Balfour Castle liegt an einer geschützten Bucht im Südwesten von Shapinsay. Es handelt sich um ein ausgedehntes Herrenhaus im Scottish-Baronial-Stil mit Motiven aus der Georgianischen Architektur. Das Hauptgebäude ist dreistöckig mit einem vierstöckigen Turm sowie zwei- und einstöckigen Anbauten. Die Giebel der schiefergedeckten Satteldächer sind als Staffelgiebel gearbeitet. In den Gartenanlagen sind noch Überreste des House of Sound zu finden. So ein Segmentbogen mit flankierenden Säulen mit dem Monogramm AB/MB aus dem Jahre 1674.